# Saltos en los Juegos Olímpicos de París 2024
Las competiciones de saltos en los Juegos Olímpicos de París 2024 se realizaron en el Centro Acuático, ubicado en Saint-Denis, del 27 de julio al 10 de agosto de 2024.
En total fueron disputadas en este deporte 8 pruebas diferentes, 4 masculinas y 4 femeninas. El programa de competiciones se mantuvo como en la edición anterior.

## Clasificación
Participaron en total 136 deportistas (68 hombres y 68 mujeres) de diferentes comités olímpicos nacionales pertenecientes a World Aquatics.

## Calendario
| C | Clasificación | F | Finales |

| Fecha→ Prueba ↓ | 27 Sáb | 28 Dom | 29 Lun | 30 Mar | 31 Mié | 01 Jue | 02 Vie | 03 Sáb | 04 Dom | 05 Lun | 06 Mar | 07 Mié | 08 Jue | 09 Vie | 10 Sáb |
| --------------- | ------ | ------ | ------ | ------ | ------ | ------ | ------ | ------ | ------ | ------ | ------ | ------ | ------ | ------ | ------ |
| 3 m             |        |        |        |        |        |        |        |        |        |        | C      | C      | F      |        |        |
| 10 m            |        |        |        |        |        |        |        |        |        |        |        |        |        | C      | F      |
| 3 m sincro.     |        |        |        |        |        |        | F      |        |        |        |        |        |        |        |        |
| 10 m sincro.    |        |        | F      |        |        |        |        |        |        |        |        |        |        |        |        |

| Fecha→ Prueba ↓ | 27 Sáb | 28 Dom | 29 Lun | 30 Mar | 31 Mié | 01 Jue | 02 Vie | 03 Sáb | 04 Dom | 05 Lun | 06 Mar | 07 Mié | 08 Jue | 09 Vie | 10 Sáb |
| --------------- | ------ | ------ | ------ | ------ | ------ | ------ | ------ | ------ | ------ | ------ | ------ | ------ | ------ | ------ | ------ |
| 3 m             |        |        |        |        |        |        |        |        |        |        |        | C      | C      | F      |        |
| 10 m            |        |        |        |        |        |        |        |        |        | C      | F      |        |        |        |        |
| 3 m sincro.     | F      |        |        |        |        |        |        |        |        |        |        |        |        |        |        |
| 10 m sincro.    |        |        |        |        | F      |        |        |        |        |        |        |        |        |        |        |

## Medallistas

### Masculino
| Evento                                     | Oro                                                           | Plata                                                 | Bronce                                                |
| ------------------------------------------ | ------------------------------------------------------------- | ----------------------------------------------------- | ----------------------------------------------------- |
| Trampolín 3 m (8 de agosto)                | Xie Siyi · República Popular China · 543,60 pts.              | Wang Zongyuan · República Popular China · 530,20 pts. | Osmar Olvera · México · 500,40 pts.                   |
| Plataforma 10 m (10 de agosto)             | Cao Yuan · República Popular China · 547,50                   | Rikuto Tamai · Japón · 507,65                         | Noah Williams · Reino Unido · 497,35                  |
| Trampolín 3 m sincronizado (2 de agosto)   | Wang Zongyuan · Long Daoyi · República Popular China · 446,10 | Juan Celaya · Osmar Olvera · México · 444,03          | Anthony Harding · Jack Laugher · Reino Unido · 438,15 |
| Plataforma 10 m sincronizado (29 de julio) | Lian Junjie · Yang Hao · República Popular China · 490,35     | Tom Daley · Noah Williams · Reino Unido · 463,44      | Rylan Wiens · Nathan Zsombor-Murray · Canadá · 422,13 |

### Femenino
| Evento                                     | Oro                                                          | Plata                                                | Bronce                                                          |
| ------------------------------------------ | ------------------------------------------------------------ | ---------------------------------------------------- | --------------------------------------------------------------- |
| Trampolín 3 m (9 de agosto)                | Chen Yiwen · República Popular China · 376,00 pts.           | Maddison Keeney · Australia · 343,10 pts.            | Chang Yani · República Popular China · 318,75 pts.              |
| Plataforma 10 m (6 de agosto)              | Quan Hongchan · República Popular China · 425,60             | Chen Yuxi · República Popular China · 420,70         | Kim Mi-Rae · Corea del Norte · 372,10                           |
| Trampolín 3 m sincronizado (27 de julio)   | Chang Yani · Chen Yiwen · República Popular China · 337,68   | Sarah Bacon · Kassidy Cook · Estados Unidos · 314,64 | Yasmin Harper · Scarlett Mew Jensen · Reino Unido · 302,28      |
| Plataforma 10 m sincronizado (31 de julio) | Chen Yuxi · Quan Hongchan · República Popular China · 359,10 | Kim Mi-Rae · Jo Jin-Mi · Corea del Norte · 315,90    | Andrea Spendolini-Sirieix · Lois Toulson · Reino Unido · 304,38 |

## Medallero
| Núm. | País                    | Oro | Plata | Bronce | Total |
| ---- | ----------------------- | --- | ----- | ------ | ----- |
| 1    | República Popular China | 8   | 2     | 1      | 11    |
| 2    | Reino Unido             | 0   | 1     | 4      | 5     |
| 3    | Corea del Norte         | 0   | 1     | 1      | 2     |
| 3    | México                  | 0   | 1     | 1      | 2     |
| 5    | Australia               | 0   | 1     | 0      | 1     |
| 5    | Estados Unidos          | 0   | 1     | 0      | 1     |
| 5    | Japón                   | 0   | 1     | 0      | 1     |
| 8    | Canadá                  | 0   | 0     | 1      | 1     |
|      | TOTAL                   | 8   | 8     | 8      | 24    |